# Duleek
Duleek (forma anglicizzata) o Damhliag (in irlandese) è una cittadina nella contea di Meath, in Irlanda.